# Julia Lohmann
Julia Lohmann (* 1951 in Dorsten) ist eine deutsche Malerin und Bildhauerin. Sie lebt in Düsseldorf und Berlin. Der Schwerpunkt ihrer Arbeiten sind Malerei, Objekte, Installationen und Arbeiten auf Papier und Aluminium.

## Leben
Julia Lohmann studierte von 1971 bis 1978 an der Kunstakademie Düsseldorf bei Joseph Beuys und Erwin Heerich.
1982 hatte sie ihre erste Einzelausstellung in der Galerie Schmela, 1984 eine Förderkoje auf der Art Cologne. Ihre Bilder und Bildarchitekturen aus Stahl oder Aluminium, Papier und Schleiernessel konstruierte sie als multiperspektivisch aufgefasste Prozesse, die sie auf das städtische Leben bezog.
1984 gründete sie zusammen mit Hilmar Boehle, Marcel Hardung und Robert Knuth das Paul Pozozza Museum, dem 1995 bis 2000 der Pozzo Pozozza in Berlin-Kreuzberg mit dem „Ersten Künstler Devotionalienshop“ von Lohmann/Brunetti folgte.
1987 bis 1989 hatte sie einen Lehrauftrag an der Staatlichen Kunstakademie Düsseldorf.
Von 1989 bis 1993 arbeitete sie in einem Atelier in Los Angeles mit Flugzeugschrott aus El Mirage. Dort entstanden, angeregt unter anderem durch die Lektüre von Susan Buck-Morss, Walter Benjamin und Thomas Pynchon, eine Reihe von Arbeiten zum Thema Ursprung, Aluminium, Krieg und Fliegen.
1993 bis 1995 unternahm sie Reisen nach Neumexiko, Brasilien, Kuba, Pakistan und Japan. In diese Zeit fielen die intensive Beschäftigung zunächst mit der Farbe Gelb; dann folgen interkulturelle Projekte in Zusammenarbeit mit Reinhard Dinkelmeyer, Marcel Uecker-Hardung und Beral Madra (Abacus: Waffen und Gebrauchsgegenstände aus nahen und fernen Ländern, Handelswege, Papier und Porzellan, Blau und Weiß).
1995 lud die Academy of Fine Arts Tianjin sie zu einem Workshop ein; seitdem reist sie regelmäßig in China.
Seit 2002 ist sie Visiting Professor am TAFA-College of Contemporary Arts.
Julia Lohmann ist Mitglied im Deutschen Künstlerbund.

## Stipendien und Preise
- 1984: Förderpreise der Stadt Düsseldorf und Förderpreis des Landes Nordrhein-Westfalen für junge Künstlerinnen und Künstler für Malerei
- 1987: Stipendium Skulpturenpark Seestern Düsseldorf
- 1989: 2. Förderpreis zum Rubenspreis der Stadt Siegen für Malerei
- 1989: Goethe Institut L.A. USA
- 1993: Goethe Institut Lahore Pakistan; Kelia Celje Piran Slowenien
- 1994/95: Goethe Institut Kansai/Fujimori Papierfabrik Awayamakawa (mit Nobuko Sugai,) Japan
- 2002: Buchförderung der Stiftung Kunstfonds, Bonn
- 2005: CAMAC Marnay/s/Seine Frankreich
- 2007: Cité Internationale des Arts Paris

## Einzelausstellungen (Auswahl)
- 1985: Villa Merkel, Esslingen
- 1986: Kunstverein Dorsten, Schloss Lembeck
- 1987: Neue Galerie (Kassel)
- 1993–1995: FlügelSchlag und FunkenFlug. u. a. Heidelberger Kunstverein
- 2002: Museum Ostwall, Dortmund